# Xã Orange, Quận Columbia, Pennsylvania
Xã Orange (tiếng Anh: Orange Township) là một xã thuộc quận Columbia, tiểu bang Pennsylvania, Hoa Kỳ. Năm 2010, dân số của xã này là 1.257 người.